# Friedrich Buhmann (Kaufmann)
Friedrich Buhmann (* 19. April 1882 in Hannover; † 10. April 1962 ebenda) war ein deutscher Kaufmann, Direktor der (späteren) Dr. Buhmann Schule, Mitglied der Aufbaugemeinschaft Hannover sowie Bauherr in Hannover.

## Leben

### Kaiserreich

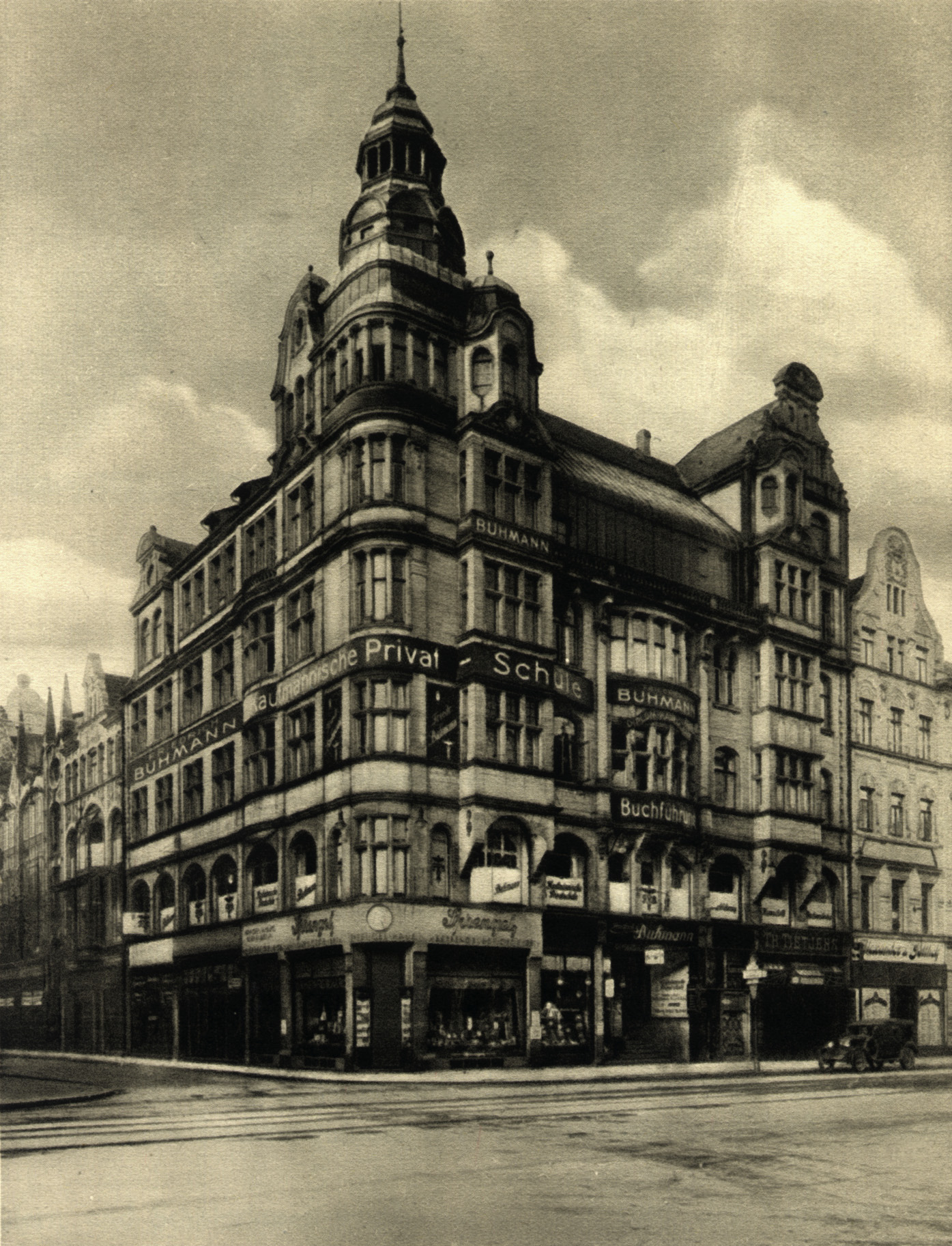
Sprengelhaus und Dr. Buhmann Schule (1912)

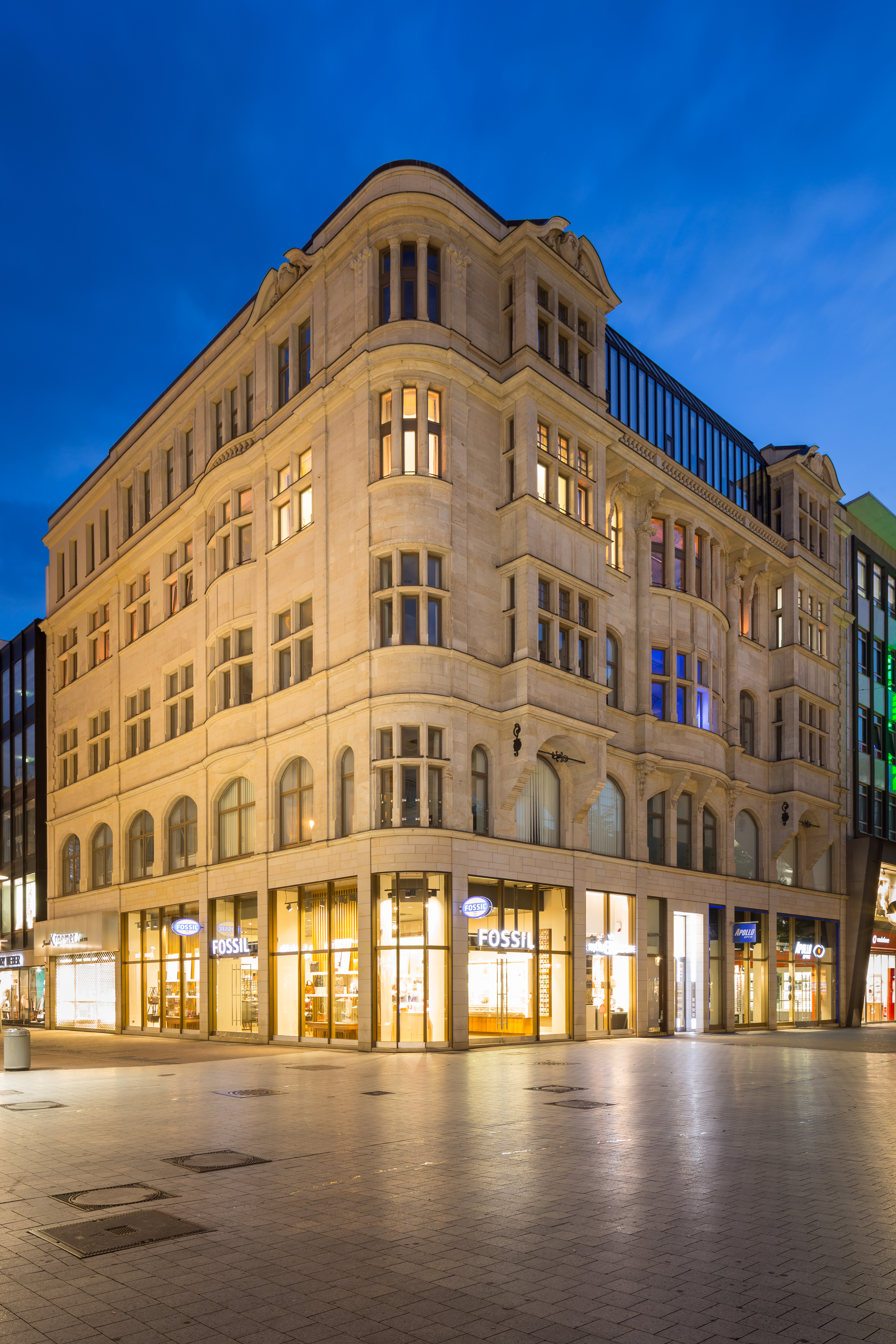
Im „Sprengelhaus“ in der Georgstraße wurde von 1907 bis 1932 nicht nur Schreibmaschine geübt.

Friedrich Buhman wurde im Deutschen Kaiserreich geboren als Sohn des Kaufmanns Carl Buhmann, der einen Feinkostladen am Aegidientorplatz in Hannover betrieb und mit einer hannoverschen Gartenbauertochter verheiratet war. Nach seiner mittleren Reife absolvierte Friedrich eine kaufmännische Lehre bei Ernst Grote und leistete anschließend seinen Militärdienst ab.
1904 bis 1906 studierte Friedrich Buhmann Betriebswirtschaftslehre an der privaten Handelshochschule Leipzig. Schon während des Studiums unterrichtete er in Hannover an der Rackow-Schule.
Die andauernde Gründerzeit brachte auch in den kaufmännischen Büros große Umbrüche mit sich: An Stelle der zuvor handschriftlich verfassten Korrespondenz hatte die Zeit der Schreibmaschinen begonnen, an Stelle der bis dahin selbstverständlich männlichen Schreiber und Sekretäre eroberten nun junge Stenotypistinnen die Büros. Der perfekte Gebrauch einer Schreibmaschine wurde zum Garanten der eigenen Existenzsicherung. Diese Zeichen der Zeit hatte Friedrich Buhmann erkannt, als er Anfang 1907 mit zwei Kollegen der hannoverschen Rackow-Schule, Wilhelm Herold und Helmut Cammelade, die „Hannoversche private Handelsschule Herold-Buhmann“ gründete. Im April desselben Jahres nahm die Schule ihren Betrieb auf mit zwei Klassenräumen in der Georgstraße/Ecke Große Packhofstraße.
In dieser Zeit heiratete Buhmann Alma Plinke, eine Bauerntochter aus Langenhagen, die später in der kaufmännischen Leitung der Schule half und die Söhne Karl-Heinz und Friedrich junior gebar.
Die guten Kontakte Friedrich Buhmanns zur Familie der Schokoladenfabrikanten Sprengel führten schließlich zum Kauf des Gebäudes durch Sprengel („Sprengelhaus“) und zur Förderung der jungen Handelsschule durch günstige Vermietung der Klassenräume im Hause.
Nach dem Ausscheiden der beiden Mitbegründer – Wilhelm Herold erhielt 1912 eine Abfindung – führte Friedrich Buhmann die Schule alleine weiter. Im Ersten Weltkrieg musste er jedoch vier Jahre als Soldat an der Front dienen; zu dieser Zeit war bereits „eine große Zahl junger Frauen […] zur Vertretung der abwesenden Herren herangezogen“. In dieser Zeit verstarb aber auch Buhmanns Ehefrau 1918 an Tuberkulose.

### Weimarer Republik und Zeit des Nationalsozialismus

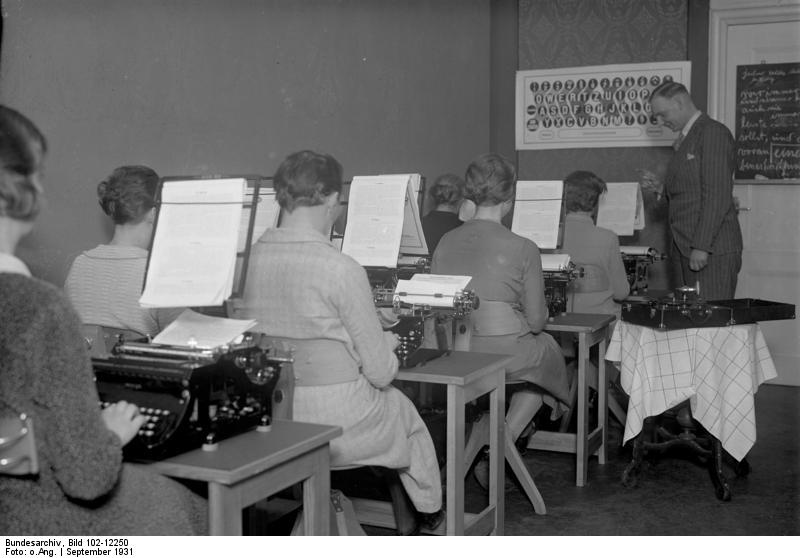
Schreibmaschine und Musik (7. IBA, 1931)

In der Weimarer Republik heiratete Friedrich Buhmann 1919 seine zweite Frau, Gertrud Harras: Die junge Schreibmaschine-Lehrerin war im Jahr des 20-jährigen Firmenjubiläums 1927 eine von 27 Lehrkräften der Handelsschule und gebar der Familie einen weiteren Sohn: Walter.
Ebenfalls 1927 wurde Buhmann zum Vorbild für andere Handelsschulen: Gegen geringe Gebühr verlieh er erstmals „Heim-Schreibmaschinen“ an Schülerinnen und Schüler. Im Folgejahr setzte der Pionier 1928 seine Idee um, den Maschineschreibunterricht durch Musik zu begleiten. Diese Innovation präsentierte er erstmals offiziell
- 1930 auf der 1. Niedersächsischen Büroausstellung in Hannover, sowie
- 1931 auf der Internationalen Büroausstellung in Berlin.[4]

Anfang der 1930er Jahre führte Friedrich Buhmann für den Kurzschriftunterricht Ansageplatten mit Beiblättern ein.
1932 veranlasste Buhmann den Umzug seiner Handelsschule in ein großzügigeres Gebäude in der Prinzenstraße 32/Ecke Thielenplatz (heute: Hausnummer 2) und erwarb in den 1930er Jahren das Gebäude Prinzenstraße 13/Ecke Sophienstraße.
Im aufkommenden Nationalsozialismus wusste Buhmann sich anzupassen, auch wenn er nicht Mitglied der NSDAP wurde.
Während der Luftangriffe auf Hannover flüchteten bei Fliegeralarm alle Schüler und Lehrer regelmäßig von der Prinzenstraße in den Tiefbunker unter dem Hauptbahnhof. Das Ehepaar Buhmann aber blieb im Schulgebäude, der Schulleiter lernte – Englisch. Im Hinblick auf den erwarteten Sieg der Alliierten kommentierte er: „Das brauchen wir noch.“

### Nach dem Zweiten Weltkrieg

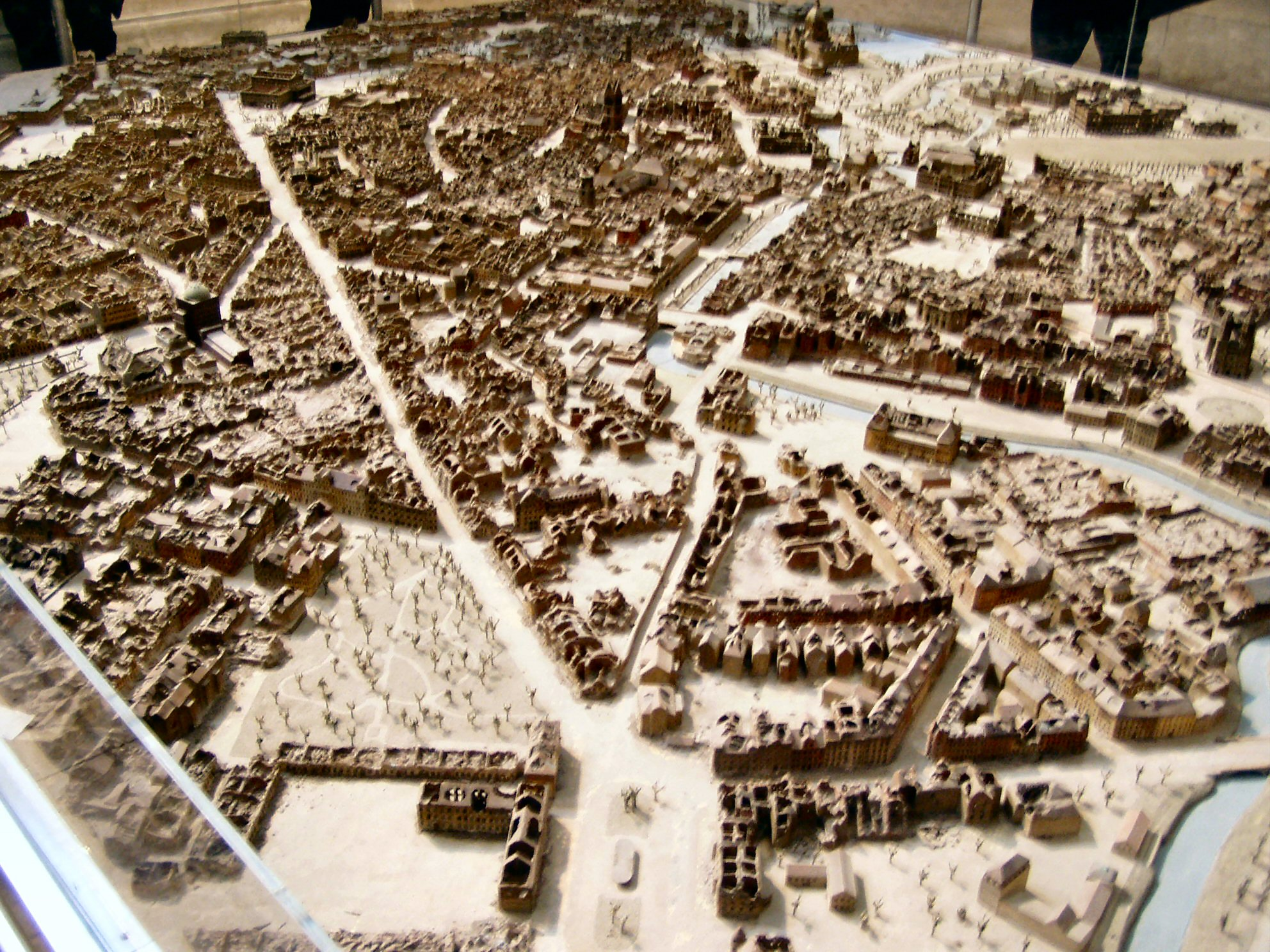
1945: 90 % der Innenstadt sind zerstört (Stadtmodell im Neuen Rathaus von Hannover)

Nach der Befreiung Hannovers durch die US-Truppen am 10. April 1945 erhielt Buhmann von den britischen Militärbehörden schon im Spätsommer 1945 die Erlaubnis zur Wiedereröffnung der Schule. Dennoch kam er noch „für ein paar Tage“ ins Gefängnis: Ein Lehrer hatte eine Landkarte mit den Grenzen des Dritten Reichs aufgehängt. Die Kürze der Haft des verantwortlichen Schulleiters wird dem Umstand zugeschrieben, dass im Souterrain des Wohnhauses Buhmanns in der Erwinstraße eine junge Frau wohnte, die mit einem britischen Offizier verlobt war.
In den Wiederaufbaujahren der zu 90 % zerstörten Innenstadt beteiligte sich Buhmann auch aktiv mit eigenen Bauten:
- 1949: Europahaus; den ersten Geschäftshaus-Neubau in Hannover plante der Architekt Joseph Herlitzius als 6-geschossigen, schlichten Skelettbau mit Arkaden. Das Gebäude wurde noch nach dem ersten „Aufbauplan“ in der alten Straßenflucht als Eckdominante am Kröpcke errichtet und gilt als Symbol für den Wiederaufbau in Hannover;[9]
- das Haus Atlantik am Georgsplatz[2] und
- 1955: Hotel am Thielenplatz mit Filmstudio.[2]

Dazwischen gründete Buhmann 1952 als erste staatlich anerkannte Ersatzschule die „Zweijährige Berufsfachschule Wirtschaft“. Auf Anregung der Industrie- und Handelskammer Hannover und auf Antrag des niedersächsischen Ministerpräsidenten Hinrich Wilhelm Kopf wurden Friedrich Buhmanns Leistungen, „in schwierigen Zeiten Tausenden von jungen Leuten eine qualifizierte Ausbildung ermöglicht zu haben“, 1955 mit dem Bundesverdienstkreuz gewürdigt. Bei diesem Anlass überreichte Regierungspräsidentin Theanolte Bähnisch Buhmann die Genehmigung für die Einjährige Höhere Handelsschule.
Nach dem Tod des Schulgründers 1962 übernahm sein Sohn Friedrich Buhmann junior für kurze Zeit die Leitung der Buhmann Schule. Dessen Sohn Christian Buhmann übernahm 1968 die Bildungseinrichtung.

## Ehrungen
- Bundesverdienstkreuz 1. Klasse (24. Dezember 1954)[11]

## Schriften
- Friedrich Buhmann, M. J. Stamm: Meine Bilanz 1924 / Handelsbilanz, Einkommensteuerbilanz, Vermögensteuerbilanz / Unter Berücksichtigung der Goldbilanzverordnung vom 28. Dezember 1923, deren Durchführungsbestimmungen vom 28. März 1924, der 2. Steuernotverordnung vom 19. Dezember 1923 und der Aufwertungsbestimmungen der 3. Steuernotverordnung vom 14. Februar 1924, nebst Anhang Steuerbuchführung auf wertbeständiger Grundlage, C. V. Engelhard & Co., Hannover 1924
- Friedrich Buhmann: Meisterschule des Rechnens, Teil 1, Verlag Winkler, Darmstadt o. J. (1951)
- Erfolg gibt Lebensfreude, Prospekt
- Mein Wunschtraum